# Monumenta Poloniae Historica nova series
Monumenta Poloniae Historica nova series (czasami zapisywana jako Monumenta Poloniae historica. Series nova) – seria wydawnicza edycji źródeł do historii Polski wydawana od 1946 roku. Tytuł nawiązuje do XIX-wiecznej serii Monumenta Poloniae Historica. Obejmuje zarówno źródła niewydane w poprzedniej serii, jak i ponowne edycje zawierające nowe odczyty źrodeł oraz bogatszy aparat krytyczny.

## Wykaz tomów
- T. I: Relacja Ibrāhīma Ibn Ja‘kūba z podróży do krajów słowiańskich w przekazie Al-Bekrīego, wydał, wstępem i przypisami opatrzył Tadeusz Kowalski przy współudz. J. Kostrzewskiego [et al.], Kraków 1946.
- T. II: Anonim tzw. Gall, Cronica et gesta Ducum sive Principum Poloniorum, wydał, wstępem i przypisami opatrzył Karol Maleczyński, Kraków 1952.
- T. III: Cronica Petri comitis Poloniae: Accedunt carminis Mauri fragmenta, wydał Marian Plezia, 1951.
- T. V: Annales Cracovienses priores cum kalendario, wydała Zofia Kozłowska-Budkowa, 1978.
- T. XI: Mistrza Wincentego zwanego Kadłubkiem Kronika Polska, wydał, wstępem i przypisami opatrzył Marian Plezia, Kraków 1994.
- T. XII: Rocznik Świętokrzyski, wydała, wstępem i przypisami opatrzyła Anna Rutkowska-Płachcińska, Kraków 1996.
- T. XIII: Piotr z Dusburga. Kronika Ziemi Pruskiej, wydali, wstępem i przypisami opatrzyli Jarosław Wenta i Sławomir Wyszomirski, Kraków 2007.
- T. XIV: Jan z Dąbrówki, Komentarz do Kroniki Polskiej Mistrza Wincentego zwanego Kadłubkiem, wydał, wstępem i przypisami opatrzył Marian Zwiercan przy współpracy Anny Zofii Kozłowskiej i Michała Rzepieli, Kraków 2008.
- T. XV: Kronika Dzierzwy, wydał, wstępem i przypisami opatrzył Krzysztof Pawłowski, Kraków 2013.
- T. XVI: Kronika halicko-wołyńska (Kronika Romanowiczów), wydali, wstępem i przypisami opatrzyli Dariusz Dąbrowski, Adrian Jusupović; przy współpracy Iriny Juriewej, Aleksandra Majorowa i Tatiany Wiłkuł; Polska Akademia Umiejętności, Instytut Historii im. Tadeusza Manteuffla Polskiej Akademii Nauk; Kraków–Warszawa 2017.